# Peer Steinbrück
Peer Steinbrück (Hamburg, Alemanya 1947) És un polític i economista socialdemòcrata alemany, que fou Ministre Federal de Finances al primer govern d'Angela Merkel (2005-2009). També fou Ministre-President del land alemany de Rin del Nord-Westfàlia des del 12 de novembre de 2002 fins al 22 de juny de 2005. Ocupà els carrècs de Ministre de Finances (2000-2002), Ministre d'Economia, de la Petita i Mitjana empresa, Tecnologia i Transport (1998-2000) tots dos de Rin del Nord-Westfàlia, i fou també Ministre d'Economia, Tecnologia i Transport de l'estat de Slesvig-Holstein (1993-1998).

## Biografia
Va néixer a la ciutat d'Hamburg, al nord d'Alemanya el 10 de gener de 1947. Després d'haver completat la seva formació militar com a oficial de reserva a la Bundeswehr (forces armades alemanyes) l'any 1968, Steinbrück passà a estudiar economia i sociologia a la Universitat Christian Albrecht de Kiel, on es graduà el 1974.
El 1969 s'afilià al Partit Socialdemòcrata d'Alemanya (SPD). El mateix any fou contractat al Ministeri Federal de Transports per treballar al departament de planificació territorial fins al 1976, quan canvia al Ministeri Federal de Recerca i Tecnologia, tot i que l'any següent fou ascendit com a assessor de l'aleshores ministre Hans Matthöfer (SPD) i del seu successor Volker Hauff. Entre juny de 1978 i febrer de 1981 Steinbrück treballà a l'oficina que la cancelleria de la RFA tenia a Berlín Est. El 1981 tornà a Bonn on fou secretari personal del Ministre Federal de Recerca, aleshores Andreas von Bülow, tot i que l'any següent abandonà el càrrec després de l'ascens de la Unió Demòcrata Cristiana d'Alemanya (CDU) al poder.
A les eleccions federals del 6 de març de 1983 fou elegit diputat al Bundestag, i l'octubre del mateix any fou elegit secretari de coordinació sobre el medi ambient al grup parlamentari del SPD, càrrec que ocupà fins al setembre de 1985, també renuncià a l'acta de diputat. Entre 1985 i 1986 passà a ésser com a conseller de qüestions econòmiques del Ministeri de Medi Ambient de Rin del Nord-Westfàlia. Quan abandonà aquest càrrec fou nomenat cap de gabinet de l'aleshores president de Rin del Nord-Westfàlia Johannes Rau, va presentar la dimissió al maig de 1990.
El 12 de juny de 1990 fou nomenat Secretari d'estat al Ministeri de Medi Ambient i desenvolupament regional de Rin del Nord-Westfàlia, el maig de 1992 canvià al Ministeri d'Economia, Tecnologia i Transports, ocupant el mateix càrrec. El 19 de maig de 1993 fou nomenat Ministre d'Economia, Tecnologia i Transport del land de Slesvig-Holstein, càrrec que conservà fins al 27 d'octubre de 1998, quan tornà a Rin del Nord-Westfàlia i fou nomenat Ministre d'Economia, de la Petita i Mitjana empresa, Tecnologia i Transport sota la presidència de Wolfgang Clement. El 22 de febrer de 2000 passà a ocupar el Ministeri de Finances després de la mort del fins aleshores ministre Heinz Schleußer. El mateix any a les eleccions regionals fou elegit diputat al Landtag. Fou nomenat Ministre-President de Rin del Nord-Westfàlia el 12 de novembre de 2002, ja que el fins aleshores president, Wolfgang Clement fou nomenat Ministre Federal d'Economia i Treball al gabinet de Gerhard Schröder.
A les eleccions regionals del 22 de maig de 2005 l'SPD va patir una severa derrota (37,1% i 74 diputats, és a dir, 28 menys que a les eleccions del 2000) i que es convertien en els pitjors resultats de l'SPD al land des de l'any 1954. Les causes d'aquesta derrota es van atribuir al desgast pel fet que el Partit Socialdemòcrata portava 39 anys (des del 1966) al capdavant del govern en aquest land, juntament amb el descontentament popular del govern de Gerhard Schröder. A més a més, aquestes eleccions van tenir la conseqüència que el Canceller Schröder decidís d'avançar les eleccions federals per a la tardor del 2005, és a dir, un any abans del previst.
Finalment Jürgen Rüttgers de la Unió Demòcrata Cristiana d'Alemanya (CDU) (principal partit de l'oposició), prengué possessió del càrrec de Ministre-President amb una coalició amb els liberals del Partit Democràtic Lliure (FDP) el 22 de juny de 2005. A les eleccions federals del 18 de setembre de 2005 Steinbrück fou elegit diputat al Bundestag. El mateix any fou elegit vicepresident del SPD a nivell federal, deixà el càrrec al novembre del 2009.
Després de les negociacions per formar govern, finalment la gran coalició entre la Unió Demòcrata Cristiana d'Alemanya i el Partit Socialdemòcrata d'Alemanya es dugué a terme, fruit d'això fou nomenat Ministre Federal de Finances al primer govern d'Angela Merkel (22 de novembre de 2005-27 d'octubre de 2009).
Com a Ministre Federal de Finances va propiciar nombroses controvèrsies perquè criticà els fons d'inversíó lliure i intentà, sense èxit, la creació d'un codi únic de regulació per part de la Unió Europea. També va ésser objecte de polèmica quan demanà a l'OCDE que inclogués a Suïssa dins de la "llista negra" de paradisos fiscals, aquestes declaracions provocaren una petita crisi en les relacions germano-suïsses. Alguns polítics alemanys van acusar Steinbrück de tenir simpaties nazis quan era jove. A les eleccions federals del 27 de setembre de 2009 fou reelegit diputat al Bundestag, d'ençà presideix la comissió parlamentària dels afers de la Unió Europea.